# Muang Houn
Muang Houn är ett distrikt i Laos.   Det ligger i provinsen Udomxai, i den nordvästra delen av landet, 260 km nordväst om huvudstaden Vientiane.